# Nhạc phủ
Xem thêm: Nhạc phủ (định hướng)
Nhạc phủ (chữ Hán: 樂府) vốn là tên gọi một cơ quan âm nhạc đời Hán (Trung Quốc), sau dùng để chỉ nhiều thể văn có vần, phổ vào nhạc được .

## Lịch sử
Nhạc phủ nguyên là tên gọi cơ quan âm nhạc do Hán Vũ Đế (ở ngôi: 141 tr. CN – 87) lập nên , và phong cho Lý Diên Niên chức Hiệp luật đô úy, để làm nhiệm vụ thu thập ca dao và thơ để phổ nhạc. Bài nào được chọn thì gọi là "nhạc phủ khúc", hoặc "thơ nhạc phủ", sau gọi vắn tắt là "nhạc phủ". Thành thử danh từ "nhạc phủ" dùng để chỉ nhiều thể văn có vần, phổ vào nhạc được . Trong số này, bộ phận được chọn nhiều nhất, có giá trị nhất là dân ca, bởi vậy từ "nhạc phủ" còn dùng để chỉ dân ca đời Hán (206 tr. CN-220) và Lục triều (220-581) ở Trung Quốc.
Dịch Quân Tả, một học giả người Trung Quốc, khen: 
Thế là nền văn học bình dân phối hợp với nền văn học quý tộc. Sự kiện này có thể xem là một kỳ quan. Từ Hán đến Đường, nhạc phủ đã chi phối cả bầu trời văn học. Công việc này thực ra còn vĩ đại hơn công việc biên định thi ca của Khổng Tử nhiều lắm! 
Song thực tế, kể từ thời Nam Bắc triều (420-589) trở đi, vì các điệu nhạc mới ở nước ngoài du nhập nhiều, nên nhạc phủ không còn thích hợp nữa; mặc dù vậy, nó vẫn được sáng tác, tuy không còn được dùng trong ca nhạc .

## Giới thiệu khái quát
Buổi đầu, nhạc phủ được dùng trong dịp lễ tế, hoặc để ca tụng và giúp vui cho đế vương. Về sau, do nó phô diễn được ý thức, tình cảm của đủ loại giai cấp, nhất là giai cấp nông dân (vì những bài dân ca được tuyển chọn nhiều nhất); bởi thế ngoài vai trò trên, nó còn là một thể loại sáng tác, một lối "hát xướng" được nhiều giới yêu chuộng.
Phần lớn nhạc phủ đều viết theo thể tự sự, giàu ý nghĩa xã hội; hình thức phổ biến thường là ngũ ngôn hoặc tạp ngôn (dài ngắn xen kẽ). 

### Nội dung
Dân ca nhạc phủ đời Hán, tuy không nhiều bằng Kinh Thi, nhưng ý nghĩa xã hội lại có phần sâu sắc hơn. Có những bài miêu tả cụ thể, chi tiết thảm họa do chiến tranh xâm lược gây ra như: "Chiến thành Nam" (Đánh phía Nam thành), "Thập ngũ tòng quân chinh" (Mười lăm tuổi theo quân đi chinh chiến)...Có những bài thể hiện rõ rệt sự căm phẫn của dân chúng đối với ách áp bức như "Bình Lăng đông" (Phía Đông Bình Lăng), "Đông môn hành" (Bài hành cửa Đông)...
Và cũng như Kinh Thi, hình tượng phụ nữ chiếm địa vị khá nổi bật trong nhạc phủ. Nhưng chỉ khác là, ở nhạc phủ không còn hình ảnh những thiếu nữ "hồn nhiên, nhí nhảnh, nghịch ngợm" như ở Kinh Thi, mà đa phần chỉ có những người phụ nữ khổ đau vì nghèo đói, bệnh tật ("Bệnh phụ hành" - Bài hành người phụ nữ đau ốm), bị chồng bỏ ("Oán ca hành" - Bài hành ca oán, "Hữu sở tư" - Có điều suy nghĩ). Cá biệt, chỉ có ít bài tiêu biểu cho tinh thần đấu tranh của phụ nữ, như: Tần La Phu trong "Mạch Thượng Tang" (Dâu bên đường)...

### Hình thức
Dịch Quân Tả viết:
Ở đây có một điểm cần lưu ý là tất cả thi ca của nhạc phủ đời Hán đều có thể phối hợp được với âm nhạc. Có nghĩa, từ sau khi cơ quan Nhạc phủ được thành lập, những ca từ nào hợp tấu được với nhạc khí, thì gọi là nhạc phủ; còn những ca từ nào không phối hợp được thì gọi là thi (thơ). Lằn ranh giới tuyến đã được định rõ.
Về hình thức, theo Nguyễn Hiến Lê, nhạc phủ đại để có hai loại:
- Loại chịu ảnh hưởng của Sở từ (phương Nam) câu thường có 7 chữ, dùng chữ "hề" để đưa đẩy. Loại này là gốc lối thơ thất ngôn.
- Loại chịu ảnh hưởng của Kinh Thi (phương Bắc) câu thường có 5 chữ. Loại này là gốc lối thơ ngũ ngôn.

Nhận xét chung, ông viết: Lời trong nhạc phủ không đẽo gọt như phú, nhưng miêu tả rất rõ ràng, ý chân thành, dễ cảm người nghe.
Theo Nhạc phủ thi tập của Quách Mậu Thiến, nhạc phủ có 3 nhóm chính (dựa theo mục đích sử dụng):

#### Nhạc phủ cung đình
Phần lớn ca khúc đều mô phỏng theo Kinh Thi hoặc Sở từ. bao gồm những nhạc chương dùng để tế thiên địa, tông miếu hoặc dành để ca tụng đế vương, chia làm: 
- Giao miếu ca, có:
  - Miếu từ ca: có bốn loại, gồm: Tông miếu nhạc, Chiêu dung nhạc, Lễ dung nhạc, Phòng trung từ nhạc.
  - Giao tự ca: về kỹ thuật sáng tác, nó cao hơn Miếu từ ca một bậc.
- Yến xạ ca: có ba loại, gồm: Yến Hưởng nhạc, Đại xạ nhạc, Thực cử nhạc; dùng để tấu xướng lúc nhà vua hưởng yến tiệc.
- Vũ khúc: có ba loại, gồm: Nhã vũ, Tạp vũ, Tản nhạc. Riêng Tản nhạc là loại ca vũ của phường hát. Nó chính là giai đoạn phôi thai của lối nhạc sân khấu về sau này.

#### Nhạc phủ dân gian
Các ca khúc đều thuộc loại tạp ngôn. Lúc đầu nhiều nhất là tam ngôn về sau ngũ ngôn dần chiếm ưu thế. Loại này rất phổ biến và chia làm rất nhiều nhóm, như: Tương hòa ca từ, Tập khúc ca từ v.v...
Nhận xét tổng quát thể loại này, Nguyễn Hiến Lê viết: 
Bài nào cũng tự nhiên, tình nồng nàn, phần nhiều đượm vẻ buồn, có giọng than thở cho đời người ngắn ngủi, nhân tình éo le, cảnh ngộ trắc trở, lòng người đen bạc.

#### Nhạc phủ ngoại lai
Không có nghĩa là những ca từ do người nước ngoài sáng tác, hoặc chịu ảnh hưởng; mà chỉ là mượn những nhạc khí được du nhập từ những dân tộc miền Bắc như đoản tiêu và hồ già để hòa tấu.

### Tầm ảnh hưởng
Kể từ khi có nhạc phủ cho đến thời kỳ cận đại, lúc nào cũng có những sáng tác mô phỏng nhạc phủ. Tình hình đó đã tạo nên một loại thơ đặc biệt trong lịch sử thơ ca Trung Quốc. Nói khác hơn, theo GS. Nguyễn Khắc Phi, thì nhạc phủ Nhà Hán-Lục triều chính là nguồn nuôi dưỡng quý báu của dòng thơ bác học.

## Thông tin liên quan

### Nhạc phủ thời Lục triều
Sau khi nhà Hán sụp đổ, đất nước Trung Quốc chia đôi, miền Nam trải qua các triều đại Đông Tấn, Tống, Tề, Lương, Trần, gọi chung là Nam triều; còn miền Bắc bị các dân tộc thuộc nền văn minh du mục như Tiên Ty, Hung Nô, Khương, Yết...chia nhau chiếm cứ, về sau thống nhất vào nhà nước Bắc Ngụy do họ Thát Bạt người Tiên Ty lập ra.
Vào thời kỳ đó, các triều đại thời Lục triều cũng thiết lập cơ quan Nhạc phủ, do đó, dân ca Lục triều cũng gọi là nhạc phủ. GS. Nguyễn Khắc Phi cho biết: 
Dân ca nhạc phủ Nam triều còn lại đến 400 bài, song nội dung không thật phong phú, phần lớn là các bài hát giao duyên hoặc tả sắc đẹp của phụ nữ. Về hình thức, phần lớn là những bài thơ trữ tình bốn câu theo thể ngũ ngôn hoặc tạp ngôn, lời lẽ nhẹ nhàng, uyển chuyển.
Dân ca nhạc phủ miền Bắc khác hẳn, phần lớn nói về chiến tranh, thể hiện tinh thần thượng võ, hoặc miêu tả cảnh sắc mênh mang của thiên nhiên miền Bắc. Cách biểu hiện tình cảm phóng khoáng, trực diện. Sở dĩ thế, một phần do khí chất của người dân du mục đã thấm vào trong nền văn hóa Trung Quốc, tạo nên vẻ mãnh liệt, cương cường, bi tráng trong dân ca Bắc triều (đối lập với sự diễm lệ, uyển chuyển, mềm mại của dân ca Nam triều), một phần vì trong một thời gian dài, các ngoai tộc đã hỗn chiến và thay nhau thống trị, làm thay đổi cả tình hình xã hội, bộ mặt tự nhiên, cũng như tâm lý của con người....

### Giai thoại về Lý Diên Niên
Lý Diên Niên, gia thế rất nghèo. Sách Hán thư chép rằng cha mẹ của ông là đào kép hát. Khi mới nhập cung, một ngày nọ, trong lúc biểu diễn ca vũ trước mặt Hán Vũ Đế, bèn hát rằng:
Bắc phương có một giai nhân,
Đẹp thì tuyệt thế, cô đơn một mình.
Một lần liếc mắt siêu thành,
Hai lần liếc mắt, nước đành ngửa nghiêng.
Nước, thành đành chịu ngửa nghiêng,
Giai nhân hồ dễ giữ riêng tay mình!
Tương truyền bài ca ấy là của Lý Diên Niên sáng tác, mà cũng có thể nó là một bài dân ca. Hán Vũ Đế nghe xong than thở: "Quả có người như thế trong đời ư?". Bình Dương công chúa liền tâu: "Lý Diên Nhiên có người em gái rất đẹp, ca múa đều hay"... Lập tức, em gái Lý Diên Niên được lệnh nhập cung, và trở thành người được nhà vua sủng ái. Người đẹp đó tức là "Lý phu nhân". Về sau, khi Lý phu nhân mất, nhà vua quá đổi thương tiếc, tin lời những phương sĩ, lắm khi, ngài cứ thẩn thờ ngồi đợi hồn người xưa hiện về!
Đại khái, theo Dịch Quân Tả, từ khi Lý phu nhân được nhập cung, nhạc phủ mới được chính thức thành lập .